# Don Giovanni (Hans Rosbaud, 1956)
Don Giovanni (Hans Rosbaud, 1956) – studyjne nagranie kompletnej opery Don Giovanni Mozarta zarejestrowane w 1956 roku wydane rok później we Francji nakładem wydawnictwa Pathé.